# Fleckenshölzer
Fleckenshölzer ist ein Naturschutzgebiet in der Ortschaft Bad Bederkesa der niedersächsischen Stadt Geestland im Landkreis Cuxhaven.

## Allgemeines
Das Naturschutzgebiet mit dem Kennzeichen NSG LÜ 122 ist 40 Hektar groß. Es steht seit dem 2. August 1985 unter Naturschutz. Zuständige untere Naturschutzbehörde ist der Landkreis Cuxhaven.

## Beschreibung
Das Naturschutzgebiet besteht aus fünf voneinander getrennt liegenden Waldflächen, dem Brunnen- und Spitzackerholz, dem Zechholz, dem Klenkenborn und dem Begrabenholz. Diese liegen im Westen von Bad Bederkesa und grenzen direkt an die Wohnbebauung. An die unter Naturschutz stehenden Waldflächen grenzen teilweise Schutzbereiche, in denen gemäß § 24 NNatG bestimmte Handlungen untersagt werden können, wenn sie das Naturschutzgebiet oder Teile davon gefährden oder stören können.
Bei den Waldflächen handelt sich überwiegend um Eichen-Buchen-Mischwälder. Im Brunnenholz im Norden des Schutzgebietes befinden sich Quellbereiche sowie fünf treppenförmig angelegte ehemalige Fischteiche. In der feuchteren Umgebung ist überwiegend Eichen-Hainbuchenwald zu finden.